# Caserne Rusca

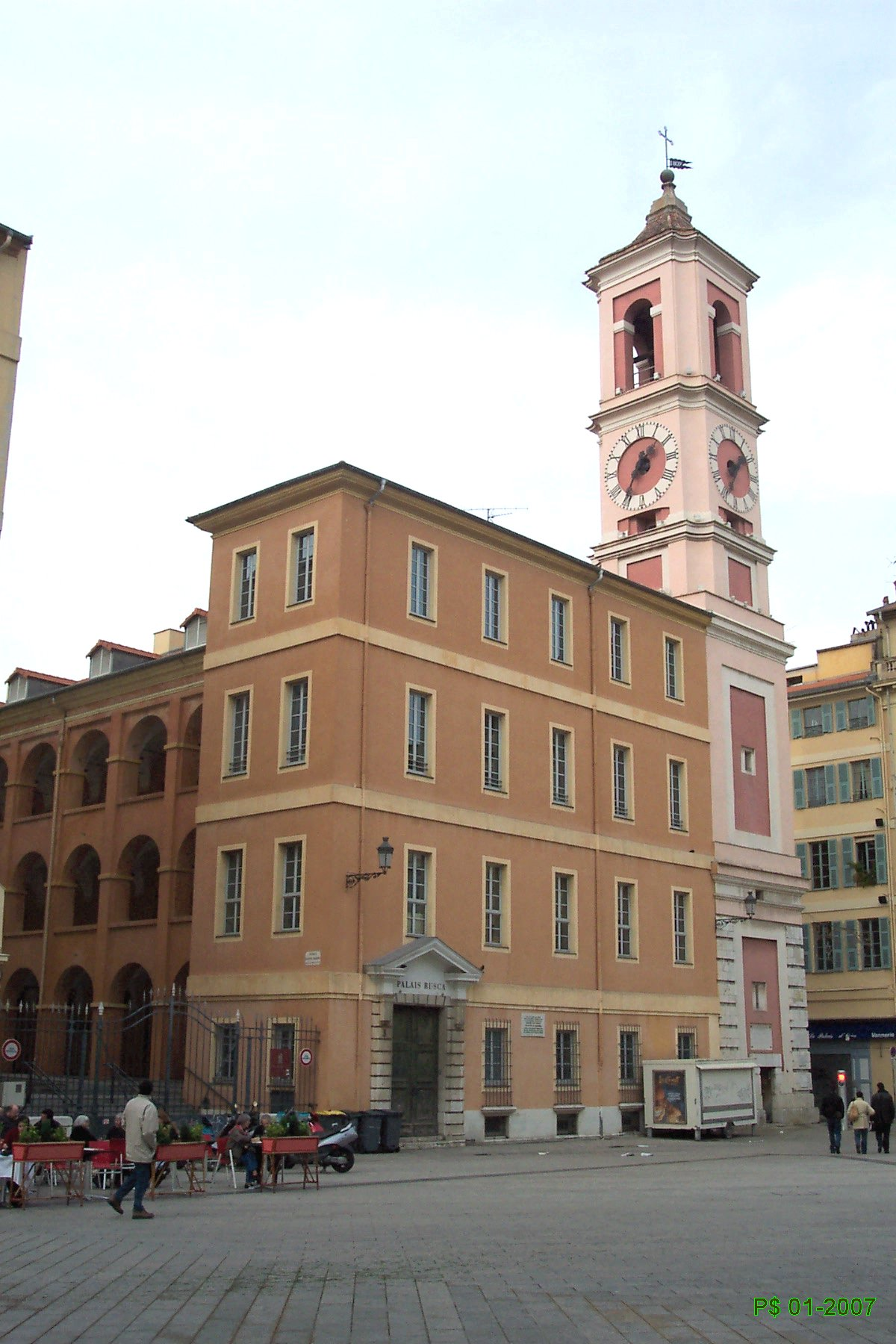
Caserne Rusca mit Uhrturm

Die Caserne Rusca ist ein historisches Gebäude in Nizza, Frankreich. Es wurde ursprünglich als Kaserne erbaut und wird heute von der Justizverwaltung genutzt.

## Lage und Beschreibung
Die Caserne Rusca befindet sich in der Altstadt von Nizza, an der Place du Palais, ehemals Place Saint-Dominique, und grenzt an den Uhrturm (Tour de l’Horloge) an. Die Hauptfassade verläuft entlang der Rue de la Préfecture, während sich der Haupteingang auf dem Platz befindet.

## Geschichte
Filippo Nicolis, Graf von Robilant, erstellte die Pläne für die Caserne Rusca. Der Bau begann 1776 unter der Aufsicht des Ingenieurs Jean-François Michaud und wurde 1780 abgeschlossen. Das Gebäude wurde aus Lavagna-Stein errichtet und in U-Form konzipiert, um den örtlichen Gegebenheiten gerecht zu werden.
Im 19. Jahrhundert verkürzte man Teile des Gebäudes, was zu einer Asymmetrie führte. Seit 1990 dient die Caserne Rusca als Nebengebäude des Justizpalastes und beherbergt verschiedene Gerichtsdienste, darunter das Amtsgericht und Abteilungen des Landgerichts.

## Denkmalschutz
Die Caserne Rusca wurde am 27. April 1976 als historisches Denkmal (Monument historique) eingestuft. Sie ist in der Base Mérimée, der Datenbank des französischen Kulturministeriums, unter der Referenz PA00080778 verzeichnet.